# Нижняя Чунку
Нижняя Чунку (также Нижняя Чунка) — река в Эвенкийском районе Красноярского края России, правый приток Чуни. Длина реки — 283 км (от истока Сурингды — 316 км). Площадь водосборного бассейна — 6730 км².
Река берёт начало в болотистой местности на Среднесибирском плоскогорье на высоте более 531 м над уровнем моря. От истока течёт преимущественно на северо-восток по холмистой тайге с преобладанием лиственницы и берёзы. Обогнув безымянную возвышенность (705 м н.у.м.) с севера и приняв приток Чинэкэ слева, поворачивает на юго-восток и далее на юг. Впадает в Чуню по правому берегу на отметке менее 197 м над уровнем моря, ниже впадения Верхней Чунку, в 82 км от устья Чуни. Ширина перед устьем составляет 80-133 м при глубине 0,6-0,8 м, скорость течения в низовьях — 0,7 м/с. 

## Основные притоки
Указаны поименованные притоки длиной 30 км и более
| Название          | Расстояние от устья | Длина | Положение |
| ----------------- | ------------------- | ----- | --------- |
| Черлэчинэ         | 26                  | 58    | правый    |
| Сенгангна         | 87                  | 36    | правый    |
| Дулкума           | 114                 | 39    | правый    |
| Амнунна           | 116                 | 38    | правый    |
| Верхняя Сунгтапчу | 138                 | 30    | левый     |
| Сурингда          | 154                 | 162   | левый     |
| Чинэкэ            | 207                 | 55    | левый     |
| Амут              | 221                 | 41    | левый     |

## Данные водного реестра
По данным государственного водного реестра России и геоинформационной системы водохозяйственного районирования территории РФ, подготовленной Федеральным агентством водных ресурсов:
- Бассейновый округ — Енисейский
- Речной бассейн — Енисей
- Речной подбассейн — Подкаменная Тунгуска
- Водохозяйственный участок — Чуня
- Код водного объекта — 17010500212116100045834